# کریستوفر مابولو
کریستوفر مابولو (انگلیسی: Christopher Maboulou; ۱۹ مارس ۱۹۹۰ – ۱۰ ژانویهٔ ۲۰۲۱) بازیکن فوتبال اهل فرانسه بود.
از باشگاه‌هایی که در آن بازی کرده‌است می‌توان به باشگاه فوتبال باستیا اشاره کرد.